# Pavel Dlouhý (fotbalista)
Pavel Dlouhý (* 23. května 1963) je bývalý český fotbalista.

## Fotbalová kariéra
V československé lize hrál za Spartak Hradec Králové. Nastoupil v 49 ligových utkáních a dal 3 góly. V české národní fotbalové lize hrál za TJ VOKD Poruba a VTJ Tábor, nastoupil ve 113 utkáních a dal 16 gólů.

## Ligová bilance
| Ročník                                   | Zápasy | Góly | Klub                   |
| ---------------------------------------- | ------ | ---- | ---------------------- |
| 1. československá fotbalová liga 1987/88 | 27     | 1    | Spartak Hradec Králové |
| 1. československá fotbalová liga 1988/89 | 22     | 2    | Spartak Hradec Králové |
| CELKEM                                   | 49     | 3    |                        |